# Saharagalago
 Saharagalago  ist eine ausgestorbene Gattung der Primaten, die vor rund 37 Millionen Jahren im Gebiet der heutigen Fossillagerstätte Fayyum in Ägypten vorkam. Das erste Fossil der Gattung – ein linker Molar M1 – wurde im Jahr 2001 geborgen und 2003 zur neu benannten Art der Gattung, Saharagalago misrensis, gestellt.

## Namensgebung
Die Bezeichnung der Gattung ist abgeleitet vom arabische Wort für „Wüste“ (sahra’, صحراء, DMG ṣaḥrāʾ) und vom ehemaligen Verbreitungsgebiet in der heutigen Sahara, sie verweist zudem auf die verwandtschaftliche Nähe der Gattung zu den heute lebenden Galagos. Das Epitheton der Typusart, misrensis, nimmt Bezug auf Misr, den arabischen Eigennamen für Ägypten.

## Erstbeschreibung
Der Erstbeschreibung von Gattung und Typusart liegt als Holotypus das Fossil mit der Sammlungsnummer CGM 40266 zugrunde, ein einzelner linker Molar M1 aus der Fundstelle BQ-2, die innerhalb der Ablagerungsfolge des Fayyum entweder in den obersten Abschnitt der Birket-Qarun-Formation oder den untersten der Qasr-el-Sagha-Formation gehört. Anhand der Größe der Zähne wurde geschätzt, dass das Tier zu Lebzeiten rund 120 Gramm gewogen haben könnte. Ergänzend wurden der Erstbeschreibung als Paratypus ein oberer Molar (M1 oder M2) beigegeben.
Verwahrort der Fossilien ist das Ägyptische Geologische Museum (früher: Cairo Geology Museum, CGM).

## Bedeutung der Funde
Der Holotypus von Saharagalago wurde nahezu gleichzeitig und in der gleichen Fundschicht wie der Holotypus von Karanisia clarki entdeckt. Beide Funde wurden als frühe Vertreter der Loriartigen interpretiert, die von den Systematikern in zwei Schwestergruppen unterteilt werden, die Galagos und die Loris, wobei Saharagalago der ersten und Karanisia der zweiten Gruppe nahezustehen scheint. Für beide Gruppen hatte es lange Zeit fossile Belege aus einer Epoche von vor höchstens 20 Millionen Jahren gegeben, während molekularbiologische Erwägungen eine sehr viel frühere Trennung der Gruppen ergeben haben. Die rund 40 bis 37 Millionen Jahre alten Funde von Karanisia und Saharagalago schließen folglich eine erhebliche Lücke in der fossilen Überlieferung.

## Belege
1. 1 2 3  Erik R. Seiffert, Elwyn L. Simons und Yousry Attia: Fossil evidence for an ancient divergence of lorises and galagos. In: Nature. Band 422, 2003, S. 421–424, doi:10.1038/nature01489.
2. ↑  Chris King, Charlie Underwood, Etienne Steurbaut: Eocene stratigraphy of the Wadi Al-Hitan World Heritage Site and adjacent areas (Fayum, Egypt). In: Stratigraphy. Band 11 (3–4), 2014, S. 185–234.
3. ↑  Fossil evidence for an ancient divergence of lorises and galagos. Supplementary information.